# Алдашев, Ахмет Алдашевич
Алдашев, Ахмет Алдашевич (род. 4 сентября 1937, аул Кишкентай Энбекшильдерского района бывшей Кокшетауской области, КССР) — советский и казахстанский врач, доктор медицинских наук (1973), профессор (1978), заслуженный деятель науки Казахстана (1988), лауреат Государственной премии РК (2001), академик Академии профилактической медицины (1996). 

## Биография
Родился 4 сентября 1937 года в ауле Кишкентай
С 1967 года работал в научно-исследовательском институте краевой патологии (г. Алматы) заведующим отделом, заместителем директора, в 1973—1975 годах совмещал обязанности главного врача республиканской клинической больницы. 
С 1975 года — заместитель директора Казахстанского филиала Института питания Академии медицинских наук СССР и заведующий лабораторией витаминологии. В 1980—1982 годах директор этого учреждения.
С 1982 по 2001 годы директор Алматинского института усовершенствования врачей. Основные научные исследования Ахмета посвящены проблемам профилактической медицины, влиянию экстремальных природных условий (высокогорье, пустыня и др.) на организм человека и адаптации к ним. Автор 6 научно-популярных книг. Награждён орденами «Парасат», «Знак Почета».

## Научные труды
- Белковое питание и витамин С. Алматы, 1977;
- Питание и высокогорье. Алматы, 1982;
- Действие на организм электромагнитических волн и радиочастот. Алматы, 1995;
- Қазақ халқы медицинасының құпиясы. Алматы, 1992;
- Русско-казахский словарь терминов по гигиене и санитарии, Алматы, 1998;
- Врач общей практики: Учебное пособие, в 2 т., Алматы, 2001.